# 爱德华达·桑托斯·利斯博阿
爱德华达·“杜达”·桑托斯·利斯博阿（葡萄牙語：Eduarda "Duda" Santos Lisboa，1998年8月1日—）生于阿拉卡茹，是一名巴西女子沙滩排球运动员。她的母亲Cida是一名前沙滩排球选手，她也受母亲影响9岁时开始接触沙滩排球，12岁时首次参加比赛。她在运动生涯初期曾与数名选手搭档过，包括曾共同征战南京青奥并获得金牌的安娜·帕特里夏·拉莫斯。2016年，她获得国际排球联合会颁发的沙滩排球年度最佳新秀奖。2017年，她开始与Ágatha Bednarczuk搭档，直至2021年为止。2022年，她开始再次与拉莫斯搭档。